# Ägypten Express
De Ägypten Express was een van de treinen die, door de Compagnie Internationale des Wagons-Lits, werd ingezet om voor rederijen passagiers naar de vertrekhaven te vervoeren. De Ägypten Express verzorgde de verbinding tussen Duitsland en de haven van Napels, waar de reis naar Egypte per schip, van opdrachtgever Hamburg Amerika Linie, voortgezet werd.

## Geschiedenis
De trein ging van start op 7 januari 1907 en reed alleen in de winterdienst. Tussen Berlijn en Verona reed de trein gekoppeld met de Nord Süd Brenner Express

## Rollend materieel

### Rijtuigen
De trein bestond uit slaaprijtuigen, een restauratierijtuig en een bagagewagen

## Route en Dienstregeling
| BN | land              | station | km | NB |
| -- | ----------------- | ------- | -- | -- |
|    | Duitse Keizerrijk | Berlin  | 0  |    |
|    | Italië            | Napoli  |    |    |